# Lummer-Gehrcke-Platte
Die Lummer-Gehrcke-Platte, benannt nach den deutschen Physikern Otto Lummer (1860–1925) und Ernst Gehrcke (1878–1960), ist ein optisches Filter, das der Erzeugung schmalbandiger Spektrallinien dient.

## Aufbau und Funktionsweise
Die Lummer-Gehrcke-Platte besteht aus einer planparallelen „Lummer-Platte“ aus Glas oder Quarz und einem gehrckeschen Aufsatz, einem dreieckigen Prisma, zur Lichteinkopplung. Neben diesem wird in der Literatur noch ein weiterer Aufbau bestehend aus einer planparallelen Platte mit einer abgeschrägten Fläche an einer Stirnseite als Lummer-Gehrcke-Platte bezeichnet.
Das eingekoppelte Licht wird in der planparallelen Platte leicht unterhalb des Grenzwinkels der Totalreflexion mehrfach reflektiert. Bei jeder Reflexion tritt ein Teil des Lichts streifend aus der Platte an der oberen und unteren Grenzfläche.  Die Reflexion nahe der Totalreflexion gewährleistet einen hohen Reflexionskoeffizient und somit die Möglichkeit, dass eine Vielzahl von Strahlen miteinander interferieren können.
Die an der oberen und unteren Seite austretenden parallelen Strahlen werden anschließend mit einer geeigneten Linsenanordnung gebündelt und interferieren jeweils miteinander (vgl. auch Beugungsgitter). Man erhält zwei Strahlen mit einer scharfen Spektrallinie, ähnlich einer monochromatischen Quelle.
Nachteilig an der Lummer-Gehrcke-Platte ist, dass eine planparallele Platte mit hoher Parallelität und Oberflächenebenheit benötigt wird. Diese sind schwer zu fertigen und damit teuer. Weiterhin kann bei diesem starren Aufbau mit konstanter Plattendicke die Auflösung nicht variiert werden. Aus diesen Gründen werden Lummer-Gehrcke-Platten heute kaum noch eingesetzt und durch flexiblere Fabry-Pérot-Interferometer ersetzt.